# Maimón
Maimón è un comune della Repubblica Dominicana di 17.439 abitanti, situato nella Provincia di Monseñor Nouel.